# X-302
El Caza Experimental X-302 es una nave espacial en el programa de ciencia ficción de Stargate SG-1. Muy parecido al  X-301 , pero construido completamente con materiales terrestres usando conocimientos extraterrestres. 
El X-302 tiene cuatro juegos de motores, dos motores de reacción tradicionales, dos motores aeroespaciales, un motor cohete, y un generador de ventana al hiperespacio basado en Naquadriah. Sus motores convencionales se ayudan por un sistema de control de inercia para lograr salir de la órbita planetaria. El primer prototipo fue usado para enviar el Stargate de la Tierra fuera del planeta. Aunque se perdió en el proceso, su motor de hiperespacio resultó ser demasiado inestable para usar de forma segura, el X-302 fue considerado un éxito y entró en la producción como F-302. 
- X-301
- F-302

- Datos: Q11705366